# 阿瓦勒新城
阿瓦勒新城（法語：Villeneuve-d'Aval，法語發音：[vilnœv daval]）是法国汝拉省的一个市镇，属于多勒区。

## 地理
阿瓦勒新城（46°58'15"N, 5°44'50"E）面积3.99 平方千米，位于法国勃艮第-弗朗什-孔泰大區汝拉省，该省份为法国东部内陆省份，北起上索恩省，西北接科多尔省，西临索恩-卢瓦尔省，南至安省，东与杜省和瑞士接壤。
与阿瓦勒新城接壤的市镇（或旧市镇、城区）包括：埃克勒、莱萨叙尔、尚布莱、蒙蒂尼莱萨叙尔、穆沙尔、圣西尔蒙马兰、维莱法莱。

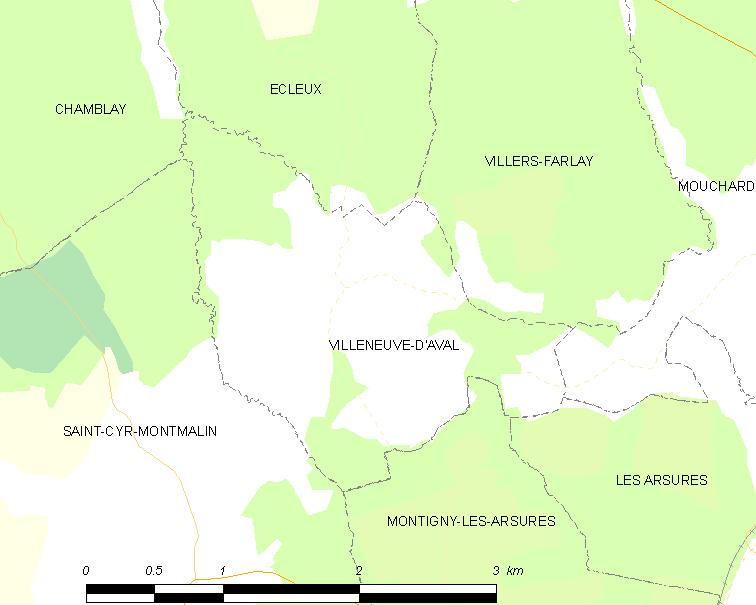
阿瓦勒新城的OSM定位图

阿瓦勒新城的时区为UTC+01:00、UTC+02:00（夏令时）。

## 行政
阿瓦勒新城的邮政编码为39600，INSEE市镇编码为39565。

## 政治
阿瓦勒新城所属的省级选区为蒙苏沃德雷县。

## 人口

1962-2008年间阿瓦勒新城人口变化图示

阿瓦勒新城于2022年1月1日时的人口数量为96人。